# Uhřice u Kroměříže
Uhřice (deutsch Auherschitz, früher Uhrczitz) ist eine Gemeinde in Tschechien. Sie liegt vier Kilometer nördlich von Morkovice-Slížany und gehört zum Okres Kroměříž.

## Geographie
Uhřice befindet sich nördlich des Littentschitzer Hügellandes am Rande der Obermährischen Senke (Hornomoravský úval). Das Dorf liegt zwischen den Einmündungen der Bäche Dřínovský potok und Morkovický potok am linken Ufer des Flüsschens Tištínka. Bei Uhřice grenzen die Regionen Zlínský kraj, Jihomoravský kraj und Olomoucký kraj bzw. die Bezirke Kroměříž, Vyškov und Prostějov aneinander. Am westlichen Ortsrand verläuft die stillgelegte Nezamyslice – Morkovice.  Nördlich erhebt sich die Pažucha (296 m), im Nordosten die Štátula (307 m), östlich der Vejvaň (298 m) und im Nordwesten der Křéby (277 m).
Nachbarorte sind Nezamyslice, Mořice, Unčice und Pavlovice u Kojetina im Norden, Srbce, Dřínov und Vlčí Doly im Nordosten, Věžky und Srnov im Osten, Tetětice und Počenice im Südosten, Pančocha und Morkovice im Süden, Prasklice im Südwesten, Okluky, Osíčany und Koválovice u Tištína im Westen sowie Tištín und Charváty im Nordwesten.

## Geschichte
Die erste schriftliche Erwähnung des Gutes Uhrzicz erfolgte 1336 als Besitz des Vrchoslav de Uhrzicz. 1355 wurde das Dorf als Uhrcziecz bezeichnet. Am 22. Jänner 1371 belehnte Markgraf Johann Heinrich Půta von Hohlenstein mit dem Gut Vhrzecz. Aus dem Jahre 1398 ist die Existenz einer Mühle und eines Freihofes überliefert. Weitere Namensformen waren Vherzce (1407), Uhrzecz (1512) und Uhercze (1588). Die Feste entstand wahrscheinlich im 15. oder 16. Jahrhundert. Die Besitzer des Gutes wechselten häufig. In den Jahren 1612 und 1635 ist die Feste als Besitz der Žalkovský von Žalkovice erstmals schriftlich belegt. Susanne Gräfin von Gellhorn ließ 1728 die Feste zum Schloss umbauen. Zum Gut Uhercze gehörten zu dieser Zeit eine Brauerei und Mälzerei, die herrschaftliche Schänke, eine Schäferei sowie eine Mühle und eine Schmiede. 1810 erwarb Ignaz Friedrich von Friedrichsthal das Gut im Zuge einer öffentlichen Versteigerung. Bis zur Mitte des 19. Jahrhunderts blieb Uhřice immer ein selbständiges Allodialgut.
Nach der Aufhebung der Patrimonialherrschaften bildete Uhřice / Uhrczitz ab 1850 eine Gemeinde in der Bezirkshauptmannschaft Kroměříž. Nach dem Erlöschen des Geschlechts von Friedrichsthal erbten 1853 die Grafen Jenison zu Walworth das Gut. Friedrich Graf Jenison überließ der Gemeinde im Jahr 1882 das Gelände der ehemaligen Brauerei unter der Bedingung der Befreiung von sämtlichen Unterhaltskosten für die Lehrer sowie den Schulabgaben für den Bau einer Schule. Im Jahre 1926 wurde ein neues Schulgebäude für einen dreiklassigen Unterricht eingeweiht. Am 19. Dezember 1944 kam es über Uhřice zu einem Luftkampf, bei dem die Luftwaffe vom Flugplatz Proßnitz aus einen US-amerikanischen Bomberverband, der zur Bombardierung von Wien gestartet war, angriff. Dabei klinkten die US-Flugzeuge ihre Bomben aus. Zwei davon schlugen in Uhřice ein und töteten zwei Frauen und deren sechs Kinder. Am 1. Mai 1945 wurde das Dorf von der Rumänischen Armee eingenommen. Zwischen 1945 und 1948 erfolgte die Parzellierung des Großgrundbesitzes Uhřice.  Mit Beginn des Jahres 1961 wurde Uhřice mit Prasklice zu einer Gemeinde Uhřice-Prasklice zusammengeschlossen. Diese löste sich zum 1. Januar 1992 wieder auf.

## Ortsgliederung
Für die Gemeinde Uhřice sind keine Ortsteile ausgewiesen. Zu Uhřice gehört die Ansiedlung Pančocha.

## Sehenswürdigkeiten
- Schloss Uhřice, der Barockbau entstand 1728 für Susanne Gräfin von Gellhorn aus einer spätmittelalterlichen Feste. Es befand von 1853 bis zum Tod der letzten Gräfin Jenison im Jahre 1935 im Besitz des Geschlechts Jenison zu Walworth. Heute ist das von einem Park umgebene Bauwerk im Besitz von Josef Jarka, dem die heruntergewirtschaftete Liegenschaft in den 1990er Jahren im Zuge eines Restititionsverfahrens übereignet wurde.
- Glockenturm
- Kreuz am Friedhof
- Statue der hl. Anna, auf dem Dorfanger
- Statue des hl. Johannes von Nepomuk
- Naturschutzgebiet Křéby, nordwestlich des Dorfes

## Söhne und Töchter der Gemeinde
- Emanuel von Friedrichsthal (1809–1842), österreichischer Reiseschriftsteller